# Nazionale maschile under 15 di calcio della Spagna
La nazionale di calcio spagnola Under-15 è la rappresentativa calcistica Under-15 della Spagna ed è posta sotto l'egida della Real Federación Española de Fútbol.

## Palmarès
- Campionato europeo di calcio Under-15: (ora Under-16)

Primo posto: 9 (record) (1986, 1988, 1991, 1997, 1999, 2001)
Secondo posto: 3 (1992, 1995)
Terzo posto: 13 (record) (1985, 1998)